# The Bell (Cidade de Londres)

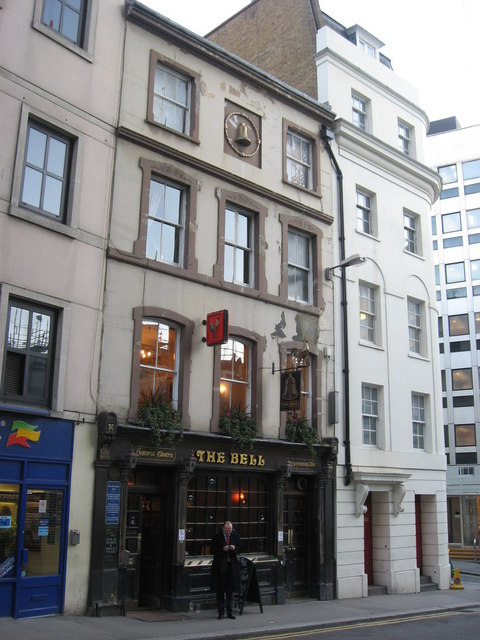
The Bell, Bush Lane, 2008

The Bell é um pub no 29 Bush Lane na Cidade de Londres, em Londres.
É um edifício listado como Grau II, provavelmente construído em meados do século XIX.